# John Hamlin Folger
John Hamlin Folger (* 18. Dezember 1880 in Rockford, Surry County, North Carolina; † 19. Juli 1963 in Clemmons, North Carolina) war ein US-amerikanischer Politiker. Zwischen 1941 und 1949 vertrat er den Bundesstaat North Carolina im US-Repräsentantenhaus.

## Werdegang
John Folger war der ältere Bruder des Kongressabgeordneten Alonzo Dillard Folger. Er besuchte die öffentlichen Schulen seiner Heimat und das Guilford College in Greensboro. Nach einem anschließenden Jurastudium an der University of North Carolina in Chapel Hill und seiner 1901 erfolgten Zulassung als Rechtsanwalt begann er in Dobson in diesem Beruf zu arbeiten. Gleichzeitig schlug er als Mitglied der Demokratischen Partei eine politische Laufbahn ein.
Zwischen 1908 und 1912 war Folger Bürgermeister von Mount Airy. In den Jahren 1927 und 1928 saß er als Abgeordneter im Repräsentantenhaus von North Carolina; 1931 und 1932 gehörte er dem Staatssenat an. Zwischen 1924 und 1940 war er Delegierter auf allen regionalen demokratischen Parteitagen in seinem Heimatstaat. In den Jahren 1932 und 1944 nahm er auch als Delegierter an den Democratic National Conventions teil, auf denen jeweils Franklin D. Roosevelt als Präsidentschaftskandidat nominiert wurde.
Nach dem Tod seines Bruders Alonzo, der zu diesem Zeitpunkt noch Kongressabgeordneter war, wurde John Folger bei der fälligen Nachwahl für den fünften Sitz von North Carolina als dessen Nachfolger in das US-Repräsentantenhaus in Washington, D.C. gewählt, wo er am 14. Juni 1941 sein neues Mandat antrat. Nach drei Wiederwahlen konnte er bis zum 3. Januar 1949 im Kongress verbleiben. Diese Zeit war von den Ereignissen des Zweiten Weltkrieges und dessen Folgen geprägt. 1948 verzichtete Folger auf eine weitere Kandidatur. In den folgenden Jahren bis 1959 praktizierte er wieder als Anwalt; danach zog er sich in den Ruhestand zurück, den er in Mount Airy verbrachte. Er starb am 19. Juli 1963 in Clemmons und wurde in Mount Airy beigesetzt.